# Partit Comunista d'Espanya (reconstituït)
El Partit Comunista d'Espanya (reconstituït) (PCE-r) és un partit polític d'ideologia marxista-leninista, fundat el 1975. El 2003 va ser il·legalitzat a l'Estat espanyol en virtut de la Llei de Partits.

## Història
Els orígens del Partit Comunista d'Espanya (reconstituït) es remunten a la formació, el 1968, a Brussel·les, de l'Organització de Marxistes-Leninistes d'Espanya (OMLE), integrada per exmilitants del Partit Comunista d'Espanya (PCE), dels Cercles Guevaristes i d'altres organitzacions espanyoles a l'exili europeu, la qual pretenia reconstruir l'antic Partit Comunista d'Espanya i es manifestava en desacord amb el revisionisme que, segons la seva opinió, s'havia apoderat del Partit, apostant per la "reconciliació nacional" desenvolupada per la direcció comunista des del 1955.
Va celebrar el seu Congrés Fundacional al juny del 1975, sota la clandestinitat imperant a l'Estat espanyol en aquell temps. Des de llavors, ha arribat a tenir més de 3.000 militants detinguts en el temps transcorregut i han resultat morts per trets de la policia alguns dels seus dirigents principals, com Juan Carlos Delgado de Codes i Francisco Javier Eizaguirre.
Les seves bases més actives es troben històricament a Vigo (on molts militants d'Organización Obreira van confluir en l'OMLE vers el 1972), Cadis, Còrdova, Biscaia i el barri madrileny de El Pozo del Tío Raimundo, al qual va pertànyer el seu històric secretari general Manuel Pérez Martínez, conegut com a Camarada Arenas.
En virtut de la Llei de Partits espanyola del 2002, els tribunals van suspendre l'activitat del PCE(r) l'abril del 2003, en considerar que aquest constituïa, juntament amb els GRAPO.
En els últims anys, el PCE(r) ha abandonat les tesis exclusivament maoistes, mantenint unes tesis més pròximes a un marxisme-leninisme de caràcter estalinista. Aquesta autocrítica es pot llegir en el treball del camarada Arenas titulat Tesis sobre la crisis del comunismo.
Pérez Martínez, actual secretari general del PCE(r), és l'únic secretari general d'un partit comunista pres a Europa des del búlgar Gueorgui Dimitrov, que va ser secretari general de la Internacional Comunista.
El seu òrgan teòric és el periòdic Resistencia, des del qual criden a la lluita armada revolucionària per crear un estat socialista a Espanya.